# Mai Long
Mai Long (Haiphong, 1930) è un pittore, illustratore e animatore vietnamita.

## Biografia
Nato nel 1930 a Haiphong, nella provincia di Nam Dinh, appartiene alla generazione dei pittori vietnamiti che hanno svolto il loro apprendistato artistico e politico durante le guerre di liberazione nazionale contro la Francia, poi contro gli Stati Uniti.

### Carriera artistica
Già da molto giovane, Mai Long fa prova di un talento precoce per il disegno. Viene selezionato nel 1948 per far parte dello studio « Classe di Resistenza » dl maestro To Ngoc Van presso la Scuola di Belle Arti dell'Indocina: una classe organizzata durante gli anni della Resistenza nazionale con l'obiettivo di mantenere la formazione degli studenti in belle arti durante la guerra di liberazione contro la Francia. Appartiene quindi allo stesso corso di artisti quali Luu Cong Nhan, Tran Luu Hau, o Nguyen Trong Kiem, e conclude i suoi studi diplomandosi nel 1954..
Il nome de Mai Long è associato soprattutto all'arte della pittura sulla seta, nella quale si è specializzato in quanto artista. Il suo stile mischia spirito tradizionale (paesaggi, ritratti femminili...) e ispirazione personale, non esitando a dipingere dei soggetti più audaci, fantastici, o decisamente immaginari. La pittura di Mai Long, non appartenendo a nessuna scuola, resta molto personale.
Le sue opere sono presenti nelle collezioni del Museo di belle arti del Vietnam, così come in collezioni e musei internazionali diversi, come il Museo delle arti orientali di Mosca, in particolare. Le sue opere sono state oggetto di numerose esposizioni personali, in Corea del Sud, a Singapore, in Malesia, in Francia (2011), in Italia, a Hong Kong, etc..

## Cinema d'animazione
Mai Long è anche conosciuto come cineasta d'animazione. Poco dopo essersi diplomato all'università di Belle Arti dell'Indocina, MaiLong ha concluso la sua formazione presso l'Università di Belle Arti di Hanoi tra il 1961 e il 1966. In questo momento, verso il 1964, scopre il cinema d'animazione, un'arte fortemente influenzata dall'estetica del cinema di animazione sovietico dell'epoca, chedventerà la sua specialità. Accanto ad artisti e registi come Le Minh Hien, Truong Qua, o ancora Ho Quang, Mai Long è considerato come appartenente a tutta la prima generazione di cineasti vietnamiti, profondamente legati al contesto della lotta armata del Vietnam.
Lavora specialmente a partire dal 1966 presso gli Studi di animazione del Vietnam dove realizza La notte di luna piena (1966), poi Canzone sulla falesia (1967), primo film a colori del cinema vietnamita; capolavoro realizzato per Truong Qua, nel quale Mai Long si fa notare per il suo senso del colore e le sue evocazioni magiche delle regioni degli Alti Piani. Viene in seguito continuamente sollecitato da alcuni registi per la creazione di film di animazione spesso in legame con dei temi folcloristici: La storia di M. Giong (1970, regista Ngo Manh Lan), Kieng Pha - Nang Nga (1971, regista Hoang Sung), Son Tinh et Thuy Tinh  (1972, regista Truong Qua), etc… la maggior parte di questi film realizzata all'estero. Bisogna ricordare anche Il castello della felicità (1974), Foglie verdi (1974), La foresta di fiori (1974), I sogni volanti (1976), La città mistero (1979), etc.